# 伊日·普尔斯卡韦茨
伊日·普尔斯卡韦茨（捷克語：Jiří Prskavec，1993年5月18日—），捷克男子皮划艇运动员。他曾代表捷克参加2016年和2020年夏季奥林匹克运动会皮划艇比赛，获得一枚金牌和一枚铜牌。